# Asplundia pycnantha
Asplundia pycnantha är en enhjärtbladig växtart som beskrevs av Gunnar Wilhelm Harling. Asplundia pycnantha ingår i släktet Asplundia och familjen Cyclanthaceae. Inga underarter finns listade.